# Pseudopaludicola murundu
Pseudopaludicola murundu es una especie de anfibio anuro de la familia Leptodactylidae.

## Distribución geográfica
Esta especie es endémica de Brasil. Se encuentra en:
- el estado de São Paulo a 600 m sobre el nivel del mar en el municipio de Río Claro;
- Minas Gerais entre los 1071 y 1450 m sobre el nivel del mar en la Serra do Espinhaço en los municipios de Santana do Riacho, Brumadinho y São João del Rei.[2]

## Descripción
Los machos miden de 13 a 15 mm y las hembras miden de 14 a 16 mm.

## Taxonomía
Pseudopaludicola serrana Toledo, 2010 fue colocada en sinonimia por Veiga-Menoncello, Lourenço, Strüssmann, Rossa-Feres, Andrade, Giaretta y Recco-Pimentel en 2014 y confirmada en esta sinonimia por Pansonato, Mudrek, Simioni, Martins & Strüssmann en 2014.

## Publicaciones originales
- Toledo, Siqueira, Duarte, Veiga-Menoncello, Recco-Pimental & Haddad, 2010: Description of a new species of Pseudopaludicola Miranda-Ribeiro, 1926 from the state of São Paulo, southeastern Brazil (Anura, Leiuperidae). Zootaxa, n.º 2496, p. 38-48.[3]
- Toledo, 2010: Description of a new species of Pseudopaludicola Miranda-Ribeiro, 1926 from the state of São Paulo, southeastern Brazil (Anura, Leiuperidae). Zootaxa, n.º 2681, p. 47-56.